# اولاد بندو
اولاد بندو یک منطقهٔ مسکونی در الجزایر است که در ناحیه برج منایل واقع شده‌است. اولاد بندو ۳ کیلومتر مربع مساحت دارد ۱۵۰ متر بالاتر از سطح دریا واقع شده‌است.